# Madden NFL 07
Madden NFL 07 è un videogioco sportivo sviluppato e pubblicato dall'Electronic Arts nel 2006 per le principali piattaforme di gioco. Il gioco fa parte della serie Madden NFL.